# Ga Lat Pla Khao MRT

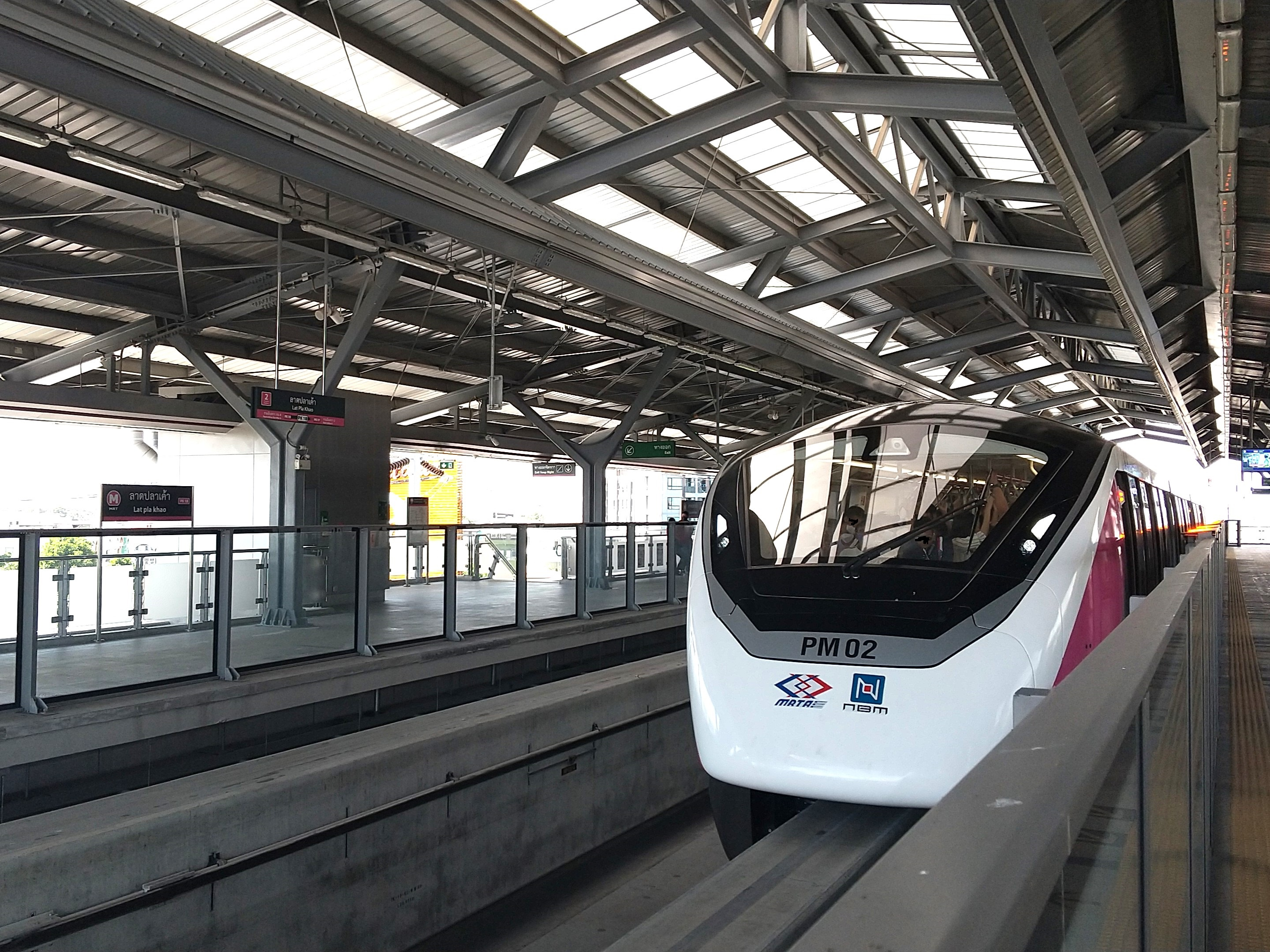
Ke ga

Ga Lat Pla Khao (tiếng Thái: สถานีลาดปลาเค้า) là một ga Bangkok MRT trên Tuyến Hồng. Nhà ga nằm trên Đường Ram Inthra, gần Soi Ram Inthra 4 ở Bang Khen, Bangkok. Nhà ga có bốn lối thoát. Nhà ga mở cửa ngày 21 tháng 11 năm 2023 như một phần chạy thử nghiệm trên toàn tuyến Hồng.